# Caccia grossa (serie televisiva)
Caccia grossa (The Zoo Gang) è una serie televisiva britannica del 1974 composta da sei episodi. Gli interpreti della serie erano Brian Keith, John Mills, Barry Morse (divenuto presto celebre con la serie Spazio 1999) e Lilli Palmer. La serie è ambientata sulla Costa Azzurra in Francia.
In Italia fu trasmessa per la prima volta dalla RAI nell'inverno del 1975 sul Canale Nazionale il sabato sera in seconda serata.
Protagonisti delle storie sono quattro ex commilitoni (Alec, Steven, Thomas e Manouche) che hanno combattuto nella Resistenza durante la Seconda guerra mondiale e si riuniscono dopo trent'anni per vivere nuove avventure, che consistono essenzialmente nell'imbrogliare persone disoneste sottraendo il loro denaro allo scopo di finanziare la costruzione di un ospedale in memoria di Claude, marito di Manouche, caduto in guerra. Il quartetto si avvale talvolta dell'aiuto del figlio di Manouche, ispettore della polizia francese.
Nella puntata di esordio il gruppo deve smascherare un faccendiere ex criminale nazista e loro persecutore.
Il nome di Zoo Gang deriva dai loro nomi di battaglia adottati durante la Resistenza (tigre, leopardo, elefante e volpe) e da qui il titolo italiano poco pertinente nonché gratuito di Caccia Grossa, memoria dell'attività venatoria con le grandi specie esotiche. Le musiche della serie, fra cui una intitolata proprio Zoo Gang, sono composte da Paul McCartney e sua moglie Linda.